# Mesoxylion cylindricus
Mesoxylion cylindricus is een keversoort uit de familie boorkevers (Bostrichidae). De wetenschappelijke naam van de soort is voor het eerst geldig gepubliceerd in 1873 door MacLeay.